# Duminica Tomii

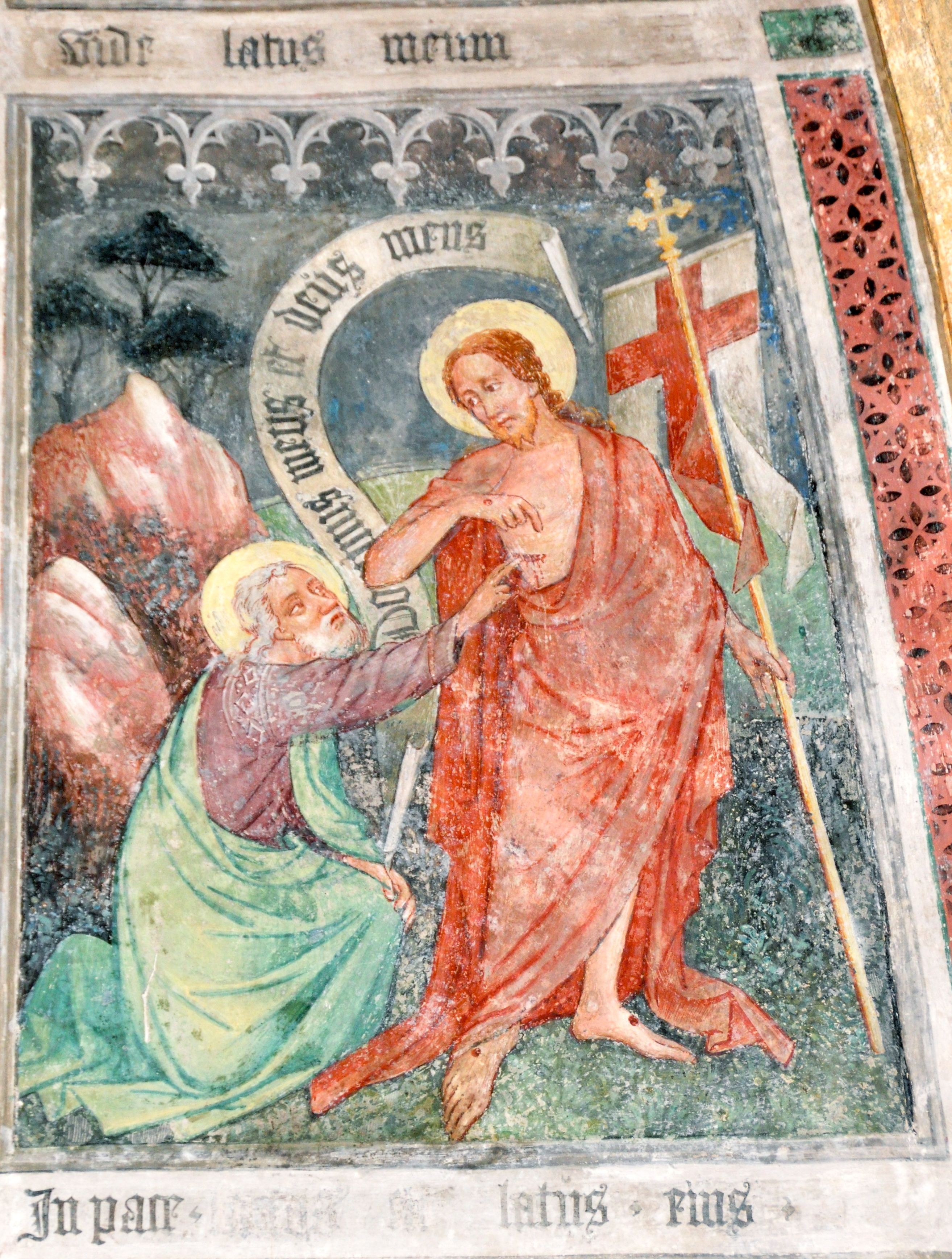
Apostolul Toma și Isus din Nazaret a opta zi după Înviere (frescă din 1527 de Thomas von Villach, regiunea Villach, Austria).

Duminica Tomii, Duminica Albă sau Quasi modo geniti infantes (în traducere „Precum pruncii noi născuți”) este pentru creștini prima duminică de după Paști, cu care se încheie Săptămâna Luminată, adică săptămâna consecutivă Paștilor.
În calendarul liturgic este socotită drept a doua duminică a Paștilor, prima fiind duminica propriu-zisă a Paștilor.